# Chaunus fissipes
Cóc Carabaya Toad (Chaunus fissipes) là một loài cóc thuộc họ Bufonidae.
Loài này có ở Bolivia và Peru.
Môi trường sống tự nhiên của chúng là vùng núi ẩm nhiệt đới hoặc cận nhiệt đới, sông ngòi, đầm nước ngọt, và đầm nước ngọt có nước theo mùa.